# Takaši Hirano
Takaši Hirano (* 15. července 1974) je bývalý japonský fotbalista.

## Reprezentační kariéra
Takaši Hirano odehrál 15 reprezentačních utkání. S japonskou reprezentací se zúčastnil Mistrovství světa 1998.

## Statistiky
| Japonsko | Japonsko | Japonsko |
| Roky     | Záp.     | Góly     |
| -------- | -------- | -------- |
| 1997     | 5        | 1        |
| 1998     | 7        | 2        |
| 1999     | 0        | 0        |
| 2000     | 3        | 1        |
| Celkem   | 15       | 4        |